# Republicanismo en Canadá

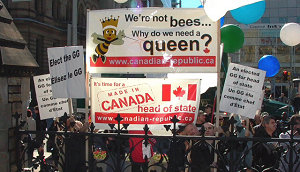
Una demostración en el Parliament Hill por los miembros de Ciudadanos por una República Canadiense durante la ceremonia de la instalación del Gobernador general de Canadá Michaëlle Jean, 2005.

El republicanismo canadiense es un movimiento entre los canadienses para la abolición de la monarquía de Canadá, a favor de una forma de gobierno de república. Estas creencias se expresan individualmente o a través del grupo de presión republicano del país. Los republicanos no tienen un modelo preferido de república, ya que los individuos son impulsados por varios factores, como la percepción de la practicidad del poder popular que se coloca en las manos de un presidente electo o una manifestación diferente de la nación moderna. Al igual que con el Monarquismo en Canadá su contraparte política, el republicanismo fuerte no es un elemento predominante de la sociedad canadiense contemporánea. Las raíces del movimiento preceden a la Confederación Canadiense y ha surgido de vez en cuando en la política canadiense, pero no ha sido una fuerza dominante desde las rebeliones de 1837, de los cuales los republicanos canadienses consideran sus esfuerzos como una continuación.

## Identidad nacional
Los republicanos en Canadá afirman que la Monarquía de Canadá, ya sea debido a sus asociaciones populares con el Reino Unido, a la Monarquía en la Mancomunidad de Naciones o ambos, no pueden ser representativos de la nación canadiense. Su posición es que debido a sus aspectos hereditarios y al papel del soberano como gobernador supremo de la iglesia de Inglaterra (pese a que no tiene papel religioso en Canadá), la monarquía es intrínsecamente contraria al igualitarismo y al multiculturalismo en Canadá. Además, aunque diverge de la posición oficial del Gobierno canadiense y de las opiniones de algunos jueces, juristas, y miembros de la Monarquía de Canadá (Familia real canadiense) los republicanos consideran que el título de monarca canadiense de rey o reina de Canadá representa a una institución británica extranjera a Canadá por ser el rey o reina un individuo exclusivamente británico. Fundada en esta percepción está la afirmación republicana de que el orgullo nacional es disminuido por la monarquía, su presencia negando la plena independencia del país alcanzada en 1982, hace que Canadá parezca colonial y subserviente al Reino Unido, bajo el cual sienten que los canadienses sufrieron "subyugación militar, económica y cultural". En cambio, equiparando el antimonarquismo con el patriotismo, desean que un ciudadano canadiense actúe como jefe de Estado y promueven la bandera nacional de Canadá y/o el "país" como un lugar más apropiado de lealtad.
Este cuestionamiento del papel de la monarquía en la identidad canadiense surgió como parte de cambios culturales más amplios que siguieron a la evolución del Imperio Británico en la Mancomunidad de Naciones, el surgimiento del antiestablishment, la creación de multiculturalismo como una política oficial en Canadá y el florecimiento del movimiento separatista de Quebec; convirtiéndose este último en el mayor impulso de la controversia política alrededor de la Corona. Los nacionalistas quebequenses se agitaron por una república de Quebec independiente -como la forma marxista- deseada por el Front de libération du Québec,—Y la monarquía fue apuntada como un símbolo de la demostración antianglófona, sobre todo tras las amenazas de asesinato en 1964 contra la Reina Isabel II y a que los quebequenses dieron la espalda a su procesión cuando ella recorrió Quebec ese año. En un discurso de 1970 al Empire Club de Canadá, el exgobernador general Roland Michener resumió los argumentos contemporáneos contra la corona: De sus opositores, él dijo, vinieron las demandas que las monarquías están fuera de moda, las repúblicas- con excepción de los que tienen regímenes opresivos-ofrecen más libertad, se les otorga mayor dignidad al elegir a su jefe de Estado, la monarquía es ajena e incompatible con la sociedad multicultural de Canadá y que debe haber cambio solo por el cambio.
Sin embargo, aunque más tarde se pensó que la Revolución Tranquila y el período más allá debieron haber inspirado más republicanismo entre los canadienses, no lo hicieron. Reg Whitaker atribuyó esto a una combinación de nacionalistas de Quebec que no tenían ningún interés en la monarquía (ya que la soberanía plena y su propia forma de gobierno era su objetivo final) con el resto de la población simultáneamente luchando con "bilingüismo, dualismo, status especial, sociedad distinta , federalismo asimétrico, soberanía-asociación, asociación, etc. ". Incluso el aumento de la inmigración multiétnica a Canadá en la década de 1970 no inspiró ningún deseo de alterar o quitar el papel de la Corona en Canadá, los grupos etnoculturales no queriendo empujar el cambio constitucional sobre un asunto que ellos tenían poca preocupación.
En cambio, hasta el nombramiento de Stephen Harper como primer ministro, los gobiernos sucesivos hicieron esfuerzos sutiles para disminuir la estatura de la monarquía canadiense—como dijo David Smith: "la Corona histórica con su himno, emblemas y simbolismo hizo accesible un pasado que el gobierno del día rechazó"—aunque nunca, desde la reacción a algunas de las propuestas de Pierre Trudeau para las alteraciones a la monarquía y su papel en Canadá, revelando públicamente sus posturas sobre la Corona.

## Principios democráticos y rol gubernamental
Los republicanos canadienses ven la monarquía de su país como "anticuada e irrelevante" y una institución antidemocrática porque el soberano actual no es ni elegido ni ciudadano una vez en el trono; los republicanos expresarán este argumento como "ningún ciudadano canadiense puede convertirse en jefe de estado". Sin la legitimidad democrática que desean personalmente, algunos antimonarquistas se niegan a reconocer la autoridad de la Corona, expresando esto a través, por ejemplo, de vandalismo de símbolos reales o ignorando la aplicación de la ley de tráfico por la Real Policía Montada de Canadá.
En contraste con los argumentos monárquicos, los que están en contra de la Corona afirman que es posible que un jefe de Estado elegido sea un individuo apolítico y no habría posibilidad de un choque con el primer ministro sobre las diferencias de persuasión política, aunque algunos republicanos desean un jefe ejecutivo autorizado que podría sostener al gabinete en el cheque por razones políticas. Otros sienten que un presidente canadiense designado sería más democrático que la Corona. La gama de propuestas a menudo contradictorias pone de relieve el hecho de que los republicanos canadienses no están plenamente unidos en qué tipo de gobierno republicano creen que la nación debería adoptar. El modelo republicano al estilo de Westminster, que es defendido por otros movimientos republicanos de la Commonwealth, ha sido adoptado por Citizens para una república canadiense como el modelo preferido para Canadá.
Con ese fin, Citizens for a Canadian Republic propuso en marzo de 2004 que el virrey federal sea elegido como primer paso hacia alguna forma de república. Como los canales normales de nombramiento seguirían después de las elecciones, ninguna reforma constitucional sería necesaria. Sin embargo, como señalan los monárquicos, el esquema no toma en consideración ninguna aportación provincial, especialmente en relación con la relación entre las coronas provinciales y federales y, por lo tanto, el teniente gobernador (Canadá); un tema que pesaría mucho en cualquier debate constitucional sobre la Corona, sin importar el proceso de selección del gobernador general.

## Historia de la cuestión

### Época colonial y Confederación
Los reformistas comenzaron a surgir en las colonias canadienses a principios del siglo XIX y, en dos décadas de ese siglo, habían comenzado a agruparse en grupos organizados, como la Unión Política Central del Alto Canadá. La idea de partido político fue vista por varios norteamericanos británicos como una innovación de los Estados Unidos, siendo "antibritánicos y de una tendencia republicana". A los colonos se les advirtió acerca de "unos cuantos individuos que, lamentablemente, están encabezados por aquellos cuya hostilidad a la constitución británica es tal, que sacrificarían todo y cualquier cosa para derribarla, a fin de que pudieran construir una República en su restos." Se creía que las personas que agitaban para el cambio republicano y sus partidarios eran de origen americano y se había enseñado a admirar el gobierno republicano como el mejor en el mundo y ridiculizar el monarquismo.

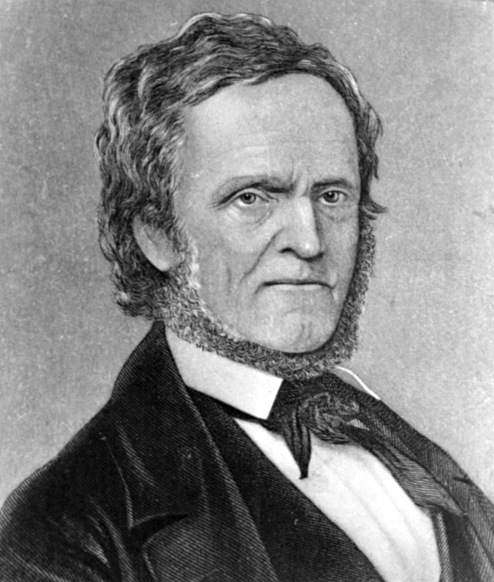
William Lyon Mackenzie, fundador de la República de Canadá, y más adelante defensor de la anexión canadiense a los Estados Unidos.

Los primeros levantamientos abiertos en Canadá contra el sistema monárquico llegaron en 1837, con la Rebelión del Bajo Canadá - conducida por Louis Joseph Papineau y su Partido Patriot - y la Rebelión del Alto Canadá - dirigido por William Lyon Mackenzie. Aunque sus principales motivos fueron por un gobierno más representativo en sus respectivas colonias, Mackenzie se inspiró en la Constitución del modelo estadounidense y deseó establecer lo mismo en Canadá. Papineau originalmente expresó su lealtad a la Corona en sus Noventa y Dos Resoluciones, pero se retractó cuando el Parlamento del Reino Unido en lugar de otro adoptó las Diez Resoluciones de John Russell, Earl Russell el Earl Russell que ignoró todas las 92 de las peticiones del Parti Patriote. La mayoría de los colonos, sin embargo, no abrazó una ruptura con la Corona y las rebeliones finalmente fracasaron. Mackenzie huyó de Toronto con 200 partidarios y estableció, con la ayuda de los simpatizantes de Estados Unidos, la corta y nunca reconocida República de Canadá en la Isla de la Marina, Papineau y otros insurgentes huyeron a los Estados Unidos y proclamaron la República del Bajo Canadá.
Después de vivir en los Estados Unidos para evitar el arresto en Canadá, Mackenzie finalmente se descontentó con el sistema republicano americano y renunció a los planes para la revolución en las provincias norteamericanas británicas, aunque teorizó, cerca del final de su vida , en la anexión canadiense a los Estados Unidos, si bastante gente en el país anterior se desilusiona con el gobierno responsable. Del mismo modo, en 1849, Papineau abogaba por la absorción de la provincia de Canadá (formada en 1840) en la república americana al sur. Se hizo eco de una minoría significativa de conservadores en el Alto Canadá, que criticó la imitación en Canadá del sistema de Westminster (Parlamento británico) de monarquía constitucional como demasiado democrático y demasiado tiránico, teorizando que destruyó simultáneamente la independencia del gobernador designado y el consejo legislativo y el poder más concentrado en el gabinete. En cambio, estos "conservadores republicanos" prefirieron el sistema federal-estatal estadounidense y la constitución estadounidense, viendo el modelo americano de cheques y balances como ofrecer a Canadá una forma más justa y conservadora de democracia. Debatieron cambios constitucionales que incluyeron un gobernador electo, un consejo legislativo elegido y una posible unión con los Estados Unidos, dentro de este marco republicano.

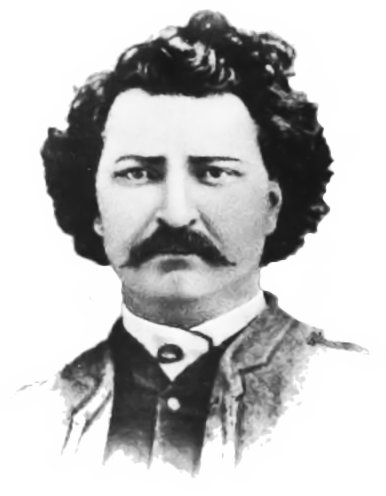
Louis Riel, Presidente del gobierno provisional del Río Rojo del Norte.

Algunas décadas más tarde, en 1869, estalló una rebelión en el Río Rojo en la zona de la Tierra de Rupert bajo el liderazgo de Louis Riel, quien estableció en el asentamiento de Río Rojo un gobierno provisional con John Bruce como presidente, con la intención de negociar una relación provincial con el gobierno federal de Canadá. A medida que avanzaban las negociaciones, Riel fue finalmente elegido presidente por el consejo provisional del gobierno. Su delegación en Ottawa tuvo éxito al tener la Monarquía de Canadá (Reina en el Consejo en el Consejo) en 1870 encontró la provincia de Manitoba con el mismo Parlamento monarquía constitucional como existía monarquía en las provincias canadienses en las otras provincias.

### Movimiento post-soberanía de Quebec
El Parti québécois subió al poder en Quebec con el apoyo de los nacionalistas, con opiniones hacia la monarquía que van desde la hostilidad a la indiferencia. En febrero de 1968, durante una conferencia constitucional en Ottawa, los delegados de la Unión Nacional (Quebec) - gobernaron Quebec indicaron que un presidente provincial podría satisfacer mejor la provincia que un virrey nombrado. Dos años después, los miembros de la Asamblea Nacional de Quebec se negaron a recitar el Mandato Constitucional de Juramento de Lealtad antes de tomar sus asientos en la legislatura. Los soberanistas protestaron por el papel de la reina en abrir oficialmente los Juegos Olímpicos de 1976 de Montreal, con René Lévesque pidiendo a Elizabeth rechazar el consejo del primer ministro Pierre Trudeau y no abrir los juegos. Las opciones republicanas fueron discutidas después de la elección del soberano Parti Québécois al gobierno en Quebec, pero solo específicamente en relación con la provincia.
Las conversaciones continuas de la reforma constitucional condujeron al papel de la monarquía en Canadá que es examinado minuciosamente en el plomo hasta el patriarcado de la constitución canadiense en 1982. Sin embargo, las propuestas para el cambio fueron frustradas por las provincias, incluyendo Quebec.
La noción de una república fue planteada públicamente a principios de los 90, cuando Peter C. Newman escribió en  Maclean's  que la monarquía debería ser abolida en favor de un jefe de Estado "que reflejaría nuestros valores, en vez de unos importados". Luego, en 1997, el vice primer ministro de Canadá, John Manley, John Manley, se hizo eco de Newman cuando expresó al final de una entrevista en televisión su opinión de que Canadá debía abolir su monarquía , citando discusiones contemporáneas de Australia acerca de la monarquía de Australia. Luego, en diciembre del año siguiente, el secretario de prensa del primer ministro, Peter Donolo, quien también se quejó de que el monarca hizo que Canadá aparezca como un "puesto avanzado colonial" inexplicablemente anunciado a través de una historia de los medios de comunicación que la Oficina del primer ministro consideraba la abolición de la monarquía como un proyecto del milenio, aunque no se habían hecho planes definitivos. Donolo apoyó más adelante a Manley cuando, en el Día de la Victoria 2001, Manley dijo en Radio CBC que creía que la sucesión hereditaria estaba obsoleta, y que el jefe de Estado del país debía ser elegido. Luego, justo antes de la gira nacional de la Reina para celebrar el Jubileo de Oro de Isabel II, el año siguiente, Manley (en ese momento el ministro designado en asistencia para la llegada del soberano a Ottawa) volvió a declarar su la preferencia por una institución "totalmente canadiense" para reemplazar a la actual monarquía después del reinado de la reina Isabel II; fue reprendido por otros miembros del gabinete, un ex primer ministro, y el líder de la oposición, así como un número de periodistas prominentes.
En 2002, el grupo Citizens para una república canadiense fue establecido para promover la abolición de la monarquía canadiense en favor de una república, aproximadamente al mismo tiempo el periódico comenzó un campaña contra la monarquía, con tres periodistas republicanos en el personal Margaret Wente, Jeffrey Simpson, y Lawrence Martin aunque el consejo editorial argumentó que Canadá podría disponer de su monarquía sin convertirse en una república. Tom Freda, presidente y cofundador de Citizens for a Canadian Republic, pidió simplemente reemplazar la monarquía por el gobernador general, diciendo que no está a favor de destruir la identidad o las instituciones culturales de Canadá: "Todo lo que estamos abogando es que el vínculo a la monarquía en nuestra Constitución, nuestro gobernador general durante los últimos 60 años ha cumplido todos los deberes de un jefe de Estado y no hay razón para que no hagamos de nuestro gobernador general nuestro jefe de Estado oficial ".
Aproximadamente al mismo tiempo, los redactores de "The Globe and Mail" comenzaron a pedir que el Gobernador General fuera nombrado jefe de Estado bajo el disfraz de "patriarcado de la monarquía", y argumentando que Canadá podría librarse de su Corona sin convirtiéndose en una república y apoyando a su periodista Jeffrey Simpson preferencia por los Compañeros de la Orden de Canadá para elegir al jefe de Estado en una república canadiense.
Lawrence Martin (periodista) pidió a Canadá para convertirse en una república con el fin de remarcar la nación y mejorar su posición en el mercado internacional, citó Suecia - una monarquía constitucional - como un ejemplo a seguir.
Luego, algunas semanas más tarde, la soberanía de Quebec volvió a chocar con la monarquía, cuando los separatistas de Quebec amenazaron con organizar manifestaciones si la Reina asistía a las ceremonias del 400 aniversario de la fundación de la ciudad de Quebec; Mario Beaulieu, entonces vicepresidente de la Sociedad Saint-Jean-Baptiste, anunció que la presencia de la reina sería un catalizador para la acción, diciendo: "Usted puede asegúrese de que la gente se manifieste en protesta ... Estamos celebrando la fundación de la Nueva Francia, no su conquista.La monarquía sigue siendo un símbolo del imperialismo y el colonialismo.Su presencia no será bienvenida ", y Gérald Larose, presidente del Consejo de Soberanía de Quebec, declaró que la monarquía era "el símbolo más despreciable, atroz, antidemocrático, imperial y colonial contra el cual todos los derechos sociales e individuales se obtuvieron a lo largo de la historia".
El Partido Liberal de Canadá discutió si romper los lazos con la monarquía cuando se reunieron en Ottawa en enero de 2012. Decidieron no hacerlo.

## Ocupaciones
Como la abolición de la monarquía requeriría una enmienda constitucional hecha solamente después de lograr el consentimiento unánime entre el parlamento federal de Canadá y todas las diez asambleas Legislativas de provincias y territorios provinciales, los republicanos se enfrentan a una dificultad para lograr su objetivo. Además, aunque los republicanos han señalado a Irlanda e India como modelos que podrían adaptarse a Canadá, no se ha decidido ninguna forma específica de república o método de selección para un presidente, y la población canadiense permanece en gran medida indiferente a la cuestión.
Hasta la fecha, la mayoría de la acción republicana ha tomado la forma de protestas el día de Victoria, el cumpleaños oficial del soberano canadiense en Toronto, haciendo lobby a los gobiernos federal y provincial para eliminar símbolos reales canadienses, y acciones legales contra la Corona, específicamente en relación con el Juramento de Ciudadanía y la Ley de Establecimiento de 1701.
Ted McWhinney ha argumentado que Canadá puede convertirse en una república tras el fallecimiento de la actual reina al no proclamar un sucesor; según McWhinney, esta sería una forma de que la constitución evolucionara "más sutilmente e indirectamente, a través de crear nuevas glosas sobre la Ley de la Constitución tal como está escrita, sin modificarla formalmente". Sin embargo, Ian Holloway, Decano de Derecho de la Universidad de Western Ontario, criticó esta propuesta por su ignorancia de las contribuciones provinciales y opinó que su implementación "sería contraria al propósito de aquellos que enmarcaron nuestro sistema de gobierno."

## Lecturas externas
- Ajzenstat, Janet and Peter J. Smith. Canada's Origins: Liberal, Tory, Or Republican? Montreal: McGill-Queen's Press – MQUP, 1995. ISBN 0-88629-274-3
- Caccia, Fulvio, Daniel Sloate and Domenico Cusmano. Republic Denied: The Loss of Canada. Translated by Daniel Sloate and Domenico Cusmano Toronto: Guernica Editions, 2002. ISBN 1-55071-144-X
- Smith, David E. The Republican Option in Canada, Past and Present. Toronto: University of Toronto Press, 1999. ISBN 0-8020-4469-7
- Vaughan, Frederick. The Canadian Federalist Experiment: From Defiant Monarchy to Reluctant Republic.Montreal: McGill-Queen's Press – MQUP, 2003. ISBN 0-7735-2537-8